# Plotkara (serial telewizyjny)
Plotkara – amerykański serial młodzieżowy oparty na serii powieści o tym samym tytule autorstwa Cecily von Ziegesar. Został stworzony przez Josha Schwartza oraz Stephanie Savage i zadebiutował 19 września 2007 na antenie The CW. Narratorem serialu jest bloggerka Plotkara o nieznanej tożsamości (głos Kristen Bell); opisuje ona skandaliczne życie uczniów prywatnej szkoły na Upper East Side w Nowym Jorku. Serial rozpoczyna się powrotem na Upper East Side Sereny van der Woodsen (Blake Lively) z tajemniczego pobytu w szkole z internatem w Connecticut. Nikt nie wie dlaczego wyjechała, i z jakiego powodu wróciła. Blair Waldorf (Leighton Meester), królowa Constance Billard, a zarazem była przyjaciółka Sereny nie cieszy się z jej powrotu, w przeciwieństwie do swojego chłopaka, Nate’a Archibalda (Chace Crawford), który darzył Serenę nie tylko sympatią. W każdym z sezonów serialu widzowie poznają rozwój relacji Blair z Chuckiem (Ed Westwick), początkowo czarnym charakterem i rozkwit romansu Sereny z Danem (Penn Badgley). Serial kończy się na 6 sezonie, kiedy widzowie dowiadują się kto jest Plotkarą. Ostatnia scena pokazuje losy głównych bohaterów 5 lat później.

## Rozwój pomysłu
Seria książek ”Plotkara” miała początkowo być przeniesiona na ekran w postaci filmu, w którym zagrać miała między innymi Lindsay Lohan. Kiedy pomysł filmu upadł, Stephanie Savage i Josh Schwartz przejęli projekt, aby stworzyć serial telewizyjny. W październiku 2006 roku Schwartz pracował nad pilotażowym odcinkiem serialu. Powiedział wtedy: „Byłem bardzo sceptycznie nastawiony do tego pomysłu. Nie chciałem stworzyć Nowego Jorku rodem z serialu Orange County. Ale pomyślałem, że książki były napisane w mądry sposób - bohaterowie są na swój sposób „światowi”, w niczym nie przypominają dzieciaków z Orange County.” Wygląd bohaterów w pierwszym odcinku serii bazował na opisach z pierwszego tomu serii „Plotkara”.

## Casting
Kirsten Bell, narratorka serialu, tak opowiada o tym, jak dostała rolę: „Kiedy Veronica Mars została wstrzymana, kolejny sezon nowych seriali dla The CW został ogłoszony - jednym z nich była „”Plotkara””. Przeczytałam książkę i zdawałam sobie sprawę z tego, że jestem trochę za stara żeby zagrać któreś z tych dzieciaków. Zadzwoniłam więc do Dawna Ostroffa - który był przewodniczącym The CW w tym okresie - i powiedziałam: „Wiesz co, pracowałam bardzo dużo nad robieniem narracji do „Veroniki Mars”, może mogłabym być narratorem twojego serialu?”. A on odpowiedział: „Hej, to bardzo dobry pomysł!”. Wiedzieli, że miałam młody głos, lubili mnie i wiedzieli również, że mogą na mnie polegać, i wydaje mi się, że w tej chwili to było wszystko, czego potrzebowałam. Było dla mnie jasne, że narratorka tego serialu musi być jednocześnie bardzo pewna siebie i szykowna.”
Większość obsady została wybrana między lutym a kwietniem 2007. Leighton Meester i Blake Lively - które zaczęły castingi w grudniu 2006 - były pierwszymi dwiema aktorkami, które zostały wybrane w lutym do głównych ról Blair Waldorf i Sereny van der Woodsen. Taylor Momsen, Chace Crawford, Kelly Rutherford i Connor Paolo również z sukcesem przeszli castingi i w połowie marca otrzymali swoje role, tak samo jak Florencia Lozano, która pojawiła się jedynie w odcinku pilotażowym i została zastąpiona przez Margaret Colin. Badgley początkowo odrzucił rolę Dana. Aktorzy do ról Chucka Bassa i Rufusa Humphreya zostali wybrani w kwietniu, kiedy przesłuchiwani byli brytyjscy aktorzy: Ed Westwick, i Matthew Settle. Westwick początkowo czytał kwestie Nate’a, ale następnie poproszono go o spróbowanie kwestii Chuck’a. Kiedy rozniosła się plotka o nadchodzącym zdjęciu z anteny serialu Veronica Mars ujawniono, że Kristen Bell była narratorką pilota „Plotkary”, tym samym obejmując rolę tytułowego bohatera kolejnego serialu.

## Filmowane miejsca

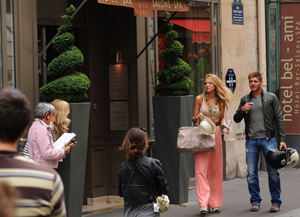
Plan zdjęciowy „Plotkary” w Saint-Germain-des-Prés, Paryż, Francja

Początkowo filmowana w Nowym Jorku, Plotkara została ogłoszona przez New York Magazine „najbardziej restauracyjnym serialem od czasu Seksu w wielkim mieście” ze względu na pojawiające się w odcinku pilotażowym lokale, takie jak japońska restauracja, Geisha, Apartament Campbell, gdzie sfilmowano scenę seksu Nate’a i Sereny, oraz bar hotelu New York Palace. Również inne rozpoznawalne miejsca Nowego Jorku zostały sfilmowane w czasie pierwszego sezonu. Odcinek ’’Victor/Victrola’', pokazujący fikcyjny klub burleski Chucka Bassa, Victrola, nakręcono w The Box Manhattan, siostrzanym klubie The Box Soho z Londonu. Fikcyjny Constance Billard-St.Judes School, wzorowany na szkole, do której uczęszczała autorka powieści, Cecily Von Ziegesar Nightingale-Bamford pokazano, używając ujęć z Muzeum Nowego Jorku.
Premierowy odcinek drugiego sezonu nakręcono w Hamptons, filmowanie rozpoczęto w połowie czerwca. Pierwszy odcinek sezonu rozpoczna się od sceny na Cooper’s Beach, która nakręcona została na plaży Rockaway. Szósty odcinek serii, „Columbia University”, był filmowany na kampusie Uniwersytetu Yale - odcinek ten spotkał się z niechętnym przyjęciem ze strony fanów Yale, jako że w nieprzychylny sposób pokazywał proces rekrutacji na ten uniwersytet. Jednocześnie serial oskarżono o powielanie stereotypu uniwersytetów należącego do Ligi Bluszczowej. W czasie siódmego odcinka sezonu, do serialu włączono Brooklyn Inn. Remaining true to its New York locations, the show filmed at the Russian Tea Room.
Czwarty sezon „Plotkary”, którego premiera odbyła się 13 września 2010, rozpoczyna się od dwóch odcinków sfilmowanych w Paryżu. Magazyn New York Magazine ujawnił, że kilka scen nakręcono na Sorbonie. Wśród pozostałych lokalizacji wymienić można Muzeum Orsay, Wieżę Eiffla, Dworzec Północny, oraz ulicę Avenue Montaigne. and Saint-Germain-des-Prés. Duża część sezonu po odcinkach nakręconych w Paryżu odbywa się na Uniwersytecie Columbia.
Piąty sezon, którego premiera miała miejsce 26 września 2011, rozpoczął się od dwóch odcinków sfilmowanych w Los Angeles.
Z powodu umiejscowienia akcji serialu w Nowym Jorku, producentowi filmu, Stephanie Savage, początkowo powiedziano, że serial będzie zbyt drogi i zbyt skomplikowany w produkcji. Producentom zaproponowano więc, by serial kręcić w studio w Los Angeles, które było w stanie odtworzyć słynny Central Park, jednak ostatecznie większość scen została sfilmowana w Nowym Jorku. Savage w ten sposób wyjaśniła podjętą decyzję: „W telewizji nie ma Nowego Jorku - albo nie było, do momentu kiedy zaczęliśmy kręcić odcinek pilotażowy serialu - poza paroma migawkami które możesz zobaczyć w tle, za ciałami zabitych, w scenach z seriali policyjnych. Nigdy nie pokazuje się tego miasta z punktu widzenia nastolatków. ” Schwartz dodał: „Zabawne jest to, że młodzi ludzie dorastali oglądając „Seks w wielkim mieście”, mimo że to nie był serial w najmniejszym stopniu o nich. Myślę, że ten serial przyczynił się do stworzenia swego rodzaju mitologii na temat Nowego Jorku wśród młodzieży. Walczyłem bardzo o to, by serial nakręcić w Nowym Jorku, bo chcieliśmy, by miasto było jednym z naszych bohaterów.” Wiele scen nakręcono w Empire Hotel na Upper West Side.

## Odcinki
| Seria | Seria | Odcinki | Oryginalna emisja   | Oryginalna emisja | Wydanie DVD          |
| Seria | Seria | Odcinki | Premiera serii      | Finał serii       | Wydanie DVD          |
| ----- | ----- | ------- | ------------------- | ----------------- | -------------------- |
|       | 1     | 18      | 19 września 2007    | 19 maja 2008      | 14 listopada 2008    |
|       | 2     | 25      | 1 września 2008     | 18 maja 2009      | 12 marca 2010        |
|       | 3     | 22      | 14 września 2009    | 17 maja 2010      | 15 października 2010 |
|       | 4     | 22      | 13 września 2010    | 16 maja 2011      | 14 czerwca 2013      |
|       | 5     | 24      | 26 września 2011    | 14 maja 2012      | bd.                  |
|       | 6     | 10      | 8 października 2012 | 17 grudnia 2012   | bd.                  |